# Alberto Gómez
Alberto Gómez (1944. június 10. – 2020. szeptember 17.) uruguayi válogatott labdarúgó.

## Pályafutása

### A válogatottban
1970-ben 5 alkalommal szerepelt az uruguayi válogatottban. Részt vett az 1970-es világbajnokságon.